# Cephalophus ogilbyi
Céphalophe d'Ogilby
Espèce
Statut de conservation UICN

 LC  : Préoccupation mineure
Statut CITES
Le Céphalophe d'Ogilby (Cephalophus ogilbyi) est un mammifère appartenant à la famille des Bovidae.